# Scincella victoriana
Scincella victoriana är en ödleart som beskrevs av  Shreve 1940. Scincella victoriana ingår i släktet Scincella och familjen skinkar. Inga underarter finns listade i Catalogue of Life.